# An-Nadżma
An-Nadżma (arab. النجمة) – miejscowość w Syrii, w muhafazie Hims. W 2004 roku liczyła 2249 mieszkańców.